# Фуркин
Фуркин (порт. Furquim)  —  муниципалитет в Бразилии, входит в штат Минас-Жерайс. Составная часть мезорегиона Агломерация Белу-Оризонти. Входит в экономико-статистический  микрорегион Ору-Прету.

## Галерея

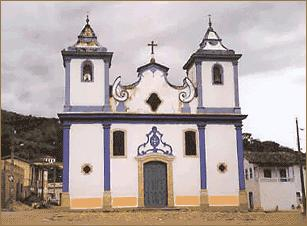
Собор
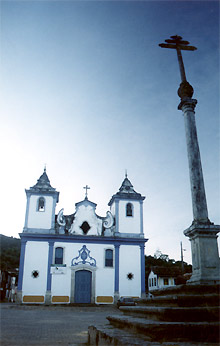
Собор
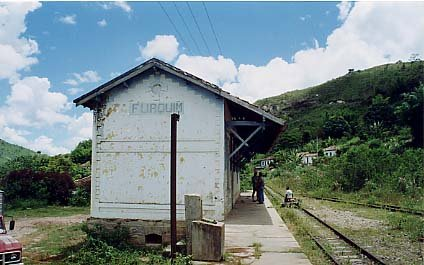
Вокзал
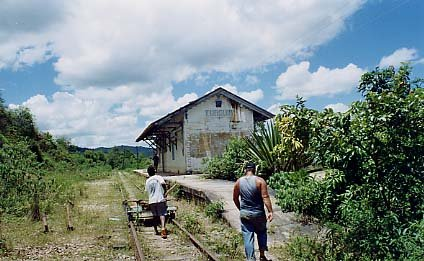
Вокзал
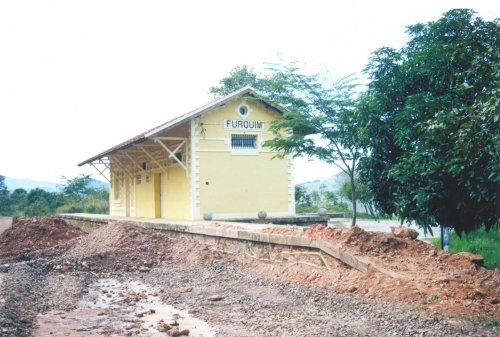
Вокзал
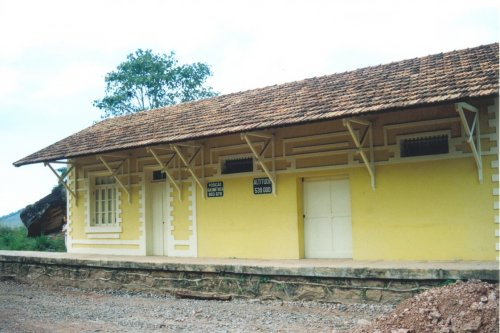
Вокзал
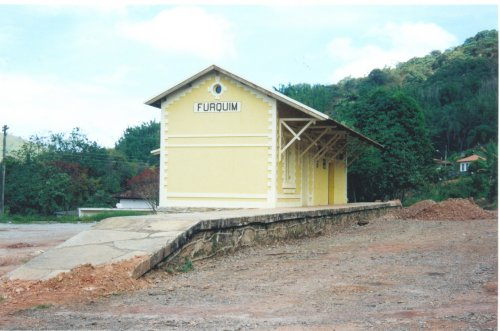
Вокзал
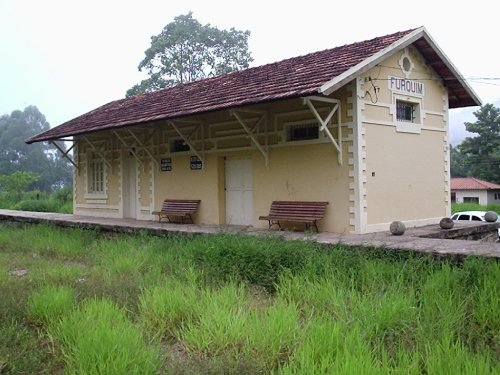
Вокзал
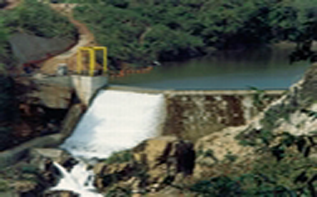